# Banda K
A Banda K designa certas porções do espectro eletromagnético, tanto no micro-ondas quanto no infravermelho. A banda K micro-ondas é usada principalmente para radares e comunicação via satélite, enquanto a banda K infravermelho é usada para observações astronômicas.

## Banda K NATO
A banda K NATO é definida como uma faixa de frequência entre 20 e 40 GHz (0,75-1,5cm).

## Banda K IEEE
A banda K IEEE é uma porção do espectro de radiofrequências na faixa de micro-ondas de frequências que variam entre 18 e 27 GHz. A banda K entre 18 e 26,5 GHz é facilmente absorvido pelo vapor de água (H2O pico de ressonância de 22,24 GHz, 1,35 cm).

## Rádio amador

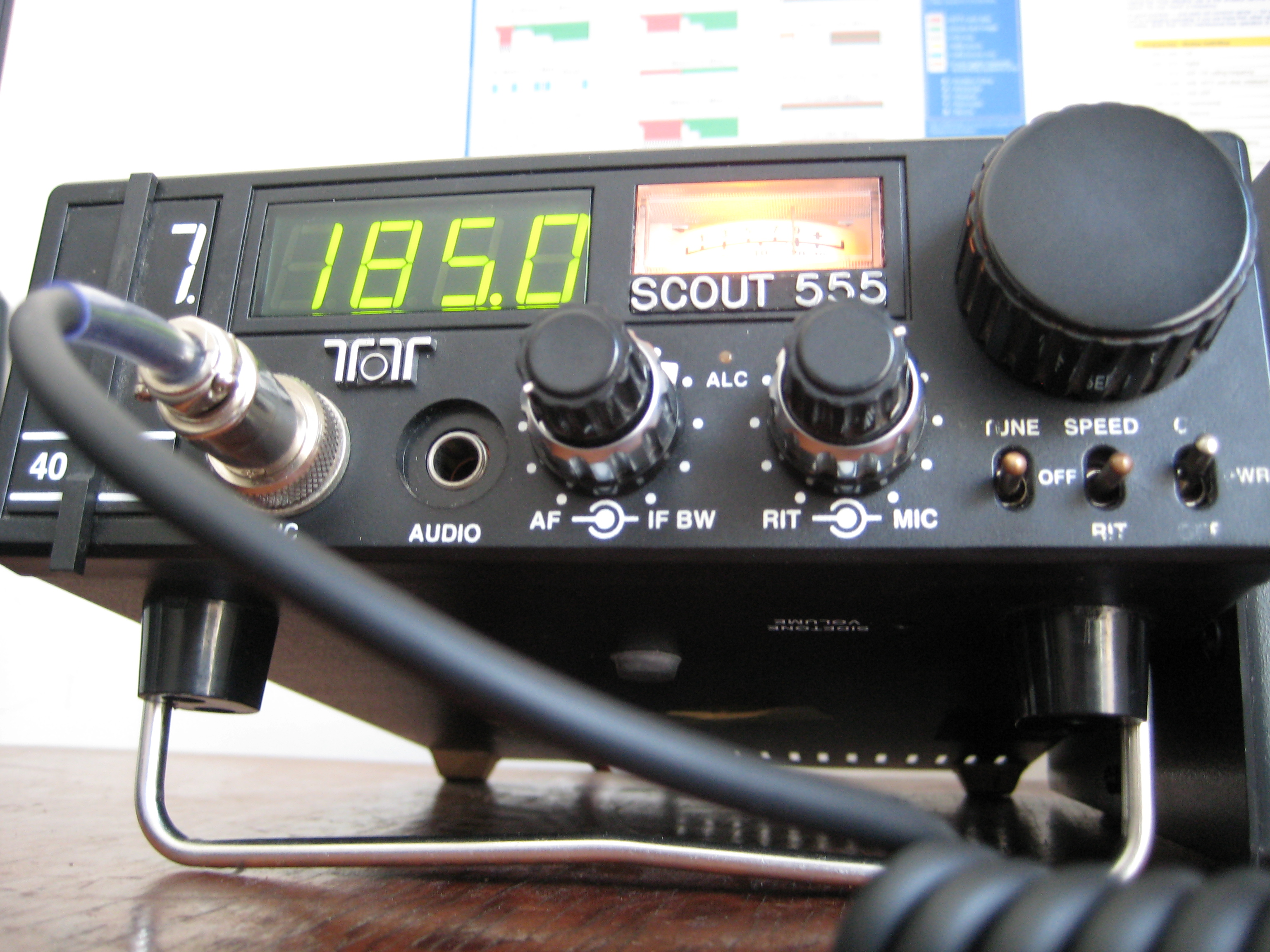
Esta frequência é utilizada em Rádio amadores

O Regulamento das Radiocomunicações da União Internacional de Telecomunicações permite operações de radioamadores na faixa de frequências de 24,250 até 24,500GHz.
A Banda K IEEE é convencionalmente dividida em três sub-bandas:
- banda Ka: Acima da banda K, 26,5 até 40GHz, usada principalmente para radares e comunicações experimentais;
- banda K: 18 até 27GHz;
- banda Ku: Abaixo da banda K, 12 até 18GHz, usada principalmente para comunicações por satélite, comunicações terrestres de micro-ondas e radar, em especial a faixa da policia e detectores de velocidade.

Nota: o nome ka e Ku vem do inglês Above k "ka" e Under K "Ku".

## Outras bandas de micro-ondas
O espectro de micro-ondas é geralmente definida como a energia eletromagnética que varia de frequência de cerca de 1 GHz a 100 GHz. As aplicações mais comuns estão dentro da faixa de 1 ate 40 GHz. As bandas de frequência de micro-ondas, assim como definidas pela Sociedade de Radio da Grã-Bretanha (RSGB), são mostradas na tabela abaixo:
| Banda L | 1 ate 2 GHz     |
| Banda S | 2 ate 4 GHz     |
| Banda C | 4 ate 8 GHz     |
| Banda X | 8 ate 12 GHz    |
| Ku band | 12 ate 18 GHz   |
| Banda k | 18 ate 26.5 GHz |
| Ka band | 26.5 ate 40 GHz |
| Banda Q | 30 ate 50 GHz   |
| Banda U | 40 ate 60 GHz   |
| Banda V | 50 ate 75 GHz   |
| Banda E | 60 ate 90 GHz   |
| Banda W | 75 ate 110 GHz  |
| Banda F | 90 ate 140 GHz  |
| Banda D | 110 ate 170 GHz |